# Per Sandahl Jørgensen
Per Sandahl Jørgensen (* 2. August 1953 in Skive) ist ein ehemaliger dänischer Radrennfahrer und nationaler Meister im Radsport.

## Sportliche Laufbahn
Sandahl Jørgensen war Teilnehmer der Olympischen Sommerspiele 1980 in Moskau. Im olympischen Straßenrennen schied er aus. 
1979 gewann er mit Jørgen Vagn Pedersen und Lars Udby die nationale Meisterschaft im Mannschaftszeitfahren. 1976 wurde er mit seinem Team Vize-Meister, 1978 Dritter. 1982 wurde er erneut Meister in dieser Disziplin. Mit ihm gewannen Jørgen Vagn Pedersen und Jesper Worre den Titel. In der Rheinland-Pfalz-Rundfahrt 1978 und 1980 war er jeweils auf einem Tagesabschnitt erfolgreich. 
1983 gewann er zwei Etappen im Milk Race, das er auf dem 53. Gesamtrang beendete. Auch im Grand Prix François Faber gewann er eine Etappe. Im Straßenrennen der Meisterschaften der Nordischen Länder 1980 wurde er Dritter hinter dem Sieger Jørgen Vagn Pedersen.
In der Internationalen Friedensfahrt 1979 belegte er den 84. Gesamtrang.

## Berufliches
Er war Sportlicher Leiter des UCI Continental Team Team ColoQuick.